# Hippolyte Carrie
Pour les articles homonymes, voir Carrie.
Hippolyte Carrie (1842-1904), missionnaire français de la Congrégation du Saint-Esprit, fut le fondateur et le premier évêque responsable du vicariat apostolique du Congo français.

## Biographie
Antoine-Marie-Hippolyte Carrie est né le 10 février 1842 à Propières, petit village des monts du Beaujolais, non loin de Lyon, de Roanne et d'Ars.. Il est mort le 13 octobre 1904 à Loango.
Né dans une modeste famille de cultivateurs, il est le fils de Jean Carrie et de Louise Foussemagne.
En octobre 1862, il entre au grand séminaire de Lyon et le 10 juin 1865, reçoit la tonsure. Le 15 aoút 1865, il adresse sa demande d'admission au Três Révérend Père Schwindenhammer, Supérieur General de la Congrégation du Saint-Esprit.
Trois mois après son ordination sacerdotale le 15 juin 1867, il est envoyé à Santarém au Portugal, afin de mettre en place le Séminaire du Congo, un établissement en vue de l'évangélisation des colonies portugaises pour le compte de la congrégation du Saint-Esprit. Le 5 novembre 1869, en compagnie du père Dhièvre, il quitte le Portugal et débarque à Luanda.
Le 11 janvier 1878, alors que son supérieur, le père Charles Duparquet va fonder la nouvelle mission dans la Cimbébasie, le révérend père Carrie le remplace à la tête de la Préfecture apostolique du Congo, avec Lãndana comme centre important de la mission.
En 1883, il fonde la mission catholique de Loango.
À la suite du passage à Landana, en 1880, de Pierre Savorgnan de Brazza de retour de son expédition au Stanley-Pool, le Père Carrie envoie le Père Prosper Augouard fonder la mission catholique de Linzolo, en septembre 1883.
Le 28 mai 1886, est créé le vicariat apostolique du Congo français et Mgr Hippolyte Carrie en devient le premier titulaire, avec son siège à Loango. Landana restant le chef-lieu (plus tard transféré à Boma) de la préfecture apostolique du Bas-Congo. 
Il a été consacré évêque le 24 octobre 1886, dans la chapelle de la maison mère de la congrégation du Saint-Esprit, à Paris, des mains du futur cardinal François Richard de La Vergne, archevêque de Paris, assisté de Mgr de Briey, évêque de Meaux et de Mgr Duboin, ancien vicaire apostolique de Sénégambie et évêque titulaire de Raphanée (de),. 
En 1890, Rome décide de diviser le vicariat apostolique du Congo français en créant le vicariat apostolique du Haut-Congo et de l'Oubangui, confié à Mgr Augouard, avec Brazzaville comme cité épiscopale.

## Succession apostolique
Hippolyte Carrie a ordonné les évêques suivants :

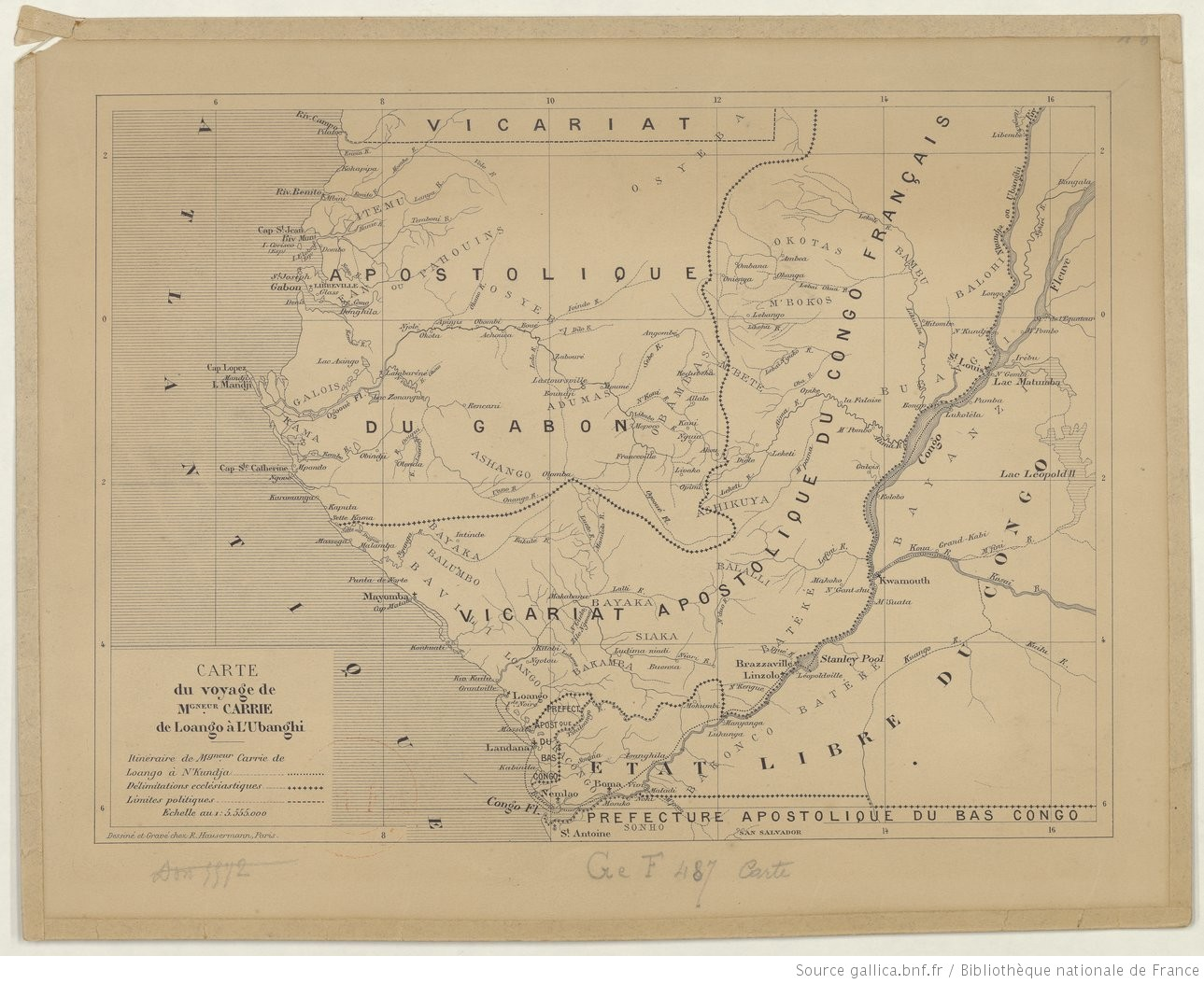
Carte du voyage de Mgr Carrie de Loango à l'Ubanghi

- Évêque Jean Martin Adam (it), C.S.Sp. (1897)